# Журка, Лаура
Ла́ура Жу́рка (рум. Laura Jurca; род. 14 сентября 1999 года в Мюнхене, Германия) — румынская гимнастка, член сборной своей страны по спортивной гимнастике.
В 2014 году на Чемпионате Европы среди юниоров Лаура Журка завоевала три медали: две серебряные — в абсолютном первенстве и опорном прыжке — и бронзовую в командном первенстве.
Дебютировала на взрослом Чемпионате Европы в 2015 году, одновременно с Андреей Иридон. В абсолютном первенстве заняла 7 место.